# Hulken

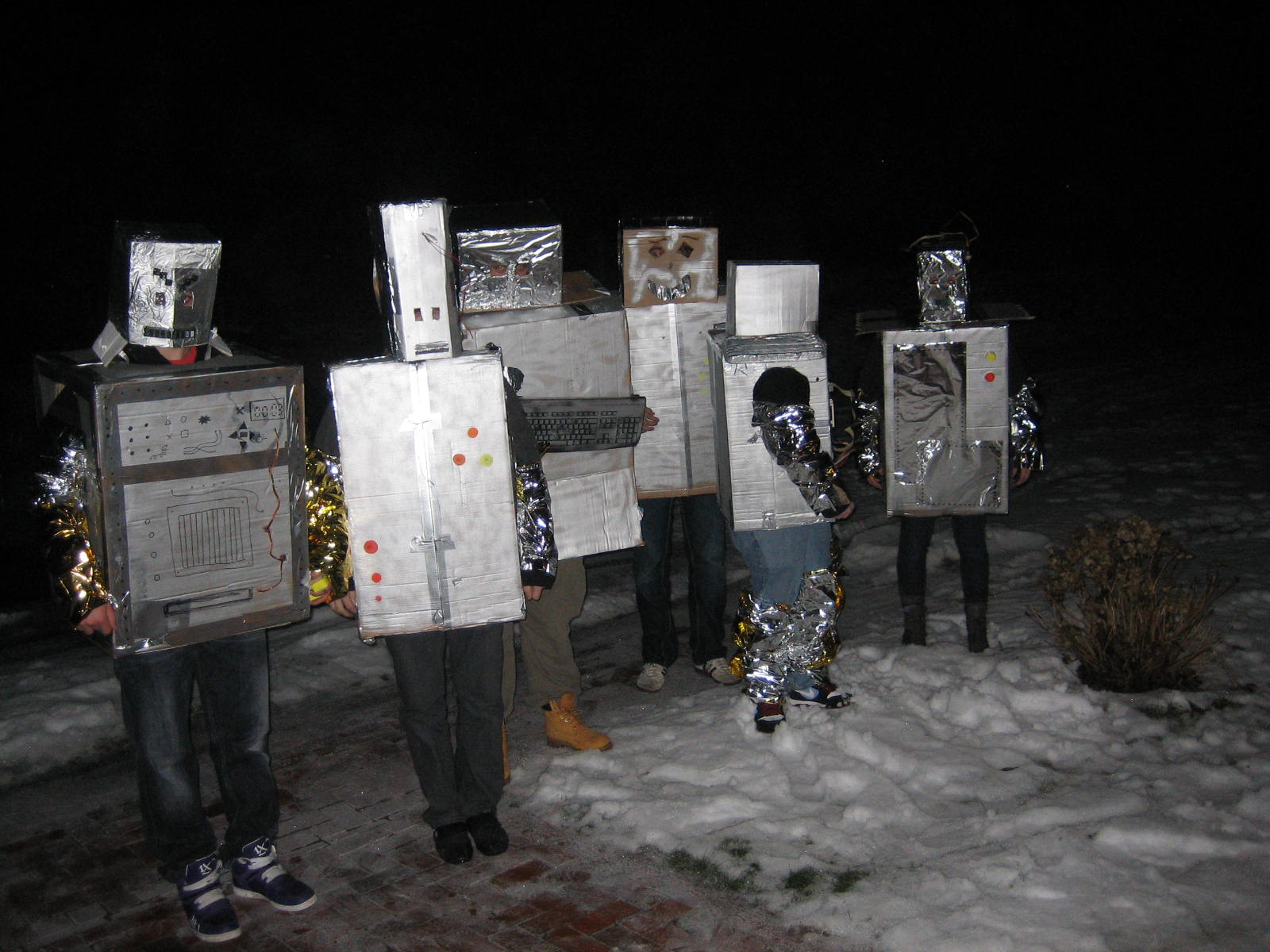
Hulken/Hulker auf Amrum

Das Hulken (amrumfriesisch: Hulkin oder Ütj tu hulkin) ist ein Einkehrbrauch der Nordfriesen auf der Nordseeinsel Amrum, der jährlich am Silvesterabend begangen wird. Hierbei verkleiden sich die Menschen, Hulken oder Hulker genannt, und gehen abends in kleinen Gruppen von Haus zu Haus. Dort sollen die Bewohner erraten, wer dort verkleidet vor ihnen steht. Sind sie enttarnt, erhalten die Hulken/Hulker eine kleine Belohnung in Form von – je nach Alter – Süßigkeiten oder Schnaps. Oft sind auch Parodien auf politische und andere Ereignisse im Inselleben oder Gedichte einstudiert. Beim Verlassen des Hauses wünscht man sich ein „Seegent nei juar!“, Amrumer Friesisch (Öömrang) für „Gesegnetes neues Jahr!“.
Der Begriff geht auf das amrumfriesische Wort hulke für sich vermummen, maskieren zurück. Der Abend selbst wird auch hulkinj genannt. Die Tradition des Hulkin geht eventuell auf vermummte Gestalten im Gefolge der nordischen Haus- und Familiengöttin Freya zurück, die zur Aufgabe hatten, die Menschen dazu zu bewegen, ihre beweglichen Güter in der Winterzeit ins Haus zu holen.
Ein ähnlicher Brauch ist auf dem norddeutschen Festland und in Jütland als Rummelpottlaufen (dänisch: Rumlepot) bekannt. Auf der Amrumer Nachbarinsel Föhr heißt der Brauch Ütj tu kenknin beziehungsweise Rummelrotje, auf Sylt Maskenloop.